# Sơn Thành, Yên Thành
Sơn Thành là một xã thuộc huyện Yên Thành, tỉnh Nghệ An, Việt Nam.
Xã Sơn Thành có diện tích 15,08 km², dân số năm 1999 là 7.064 người, mật độ dân số đạt 468 người/km².
Mã hành chính: 17614
Phía bắc giáp xã Bảo Thành
Phía nam giáp xã Nghi Văn, huyện Nghi Lộc
Phía Đông giáp xã Viên Thành và huyện DIễn Châu
Phía Tây giáp xã Bảo Thành và xã Thượng Sơn, Đô Lương